# Kinsarvik
Kinsarvik är en tätort i Ullensvangs kommun i Vestland fylke i västra Norge. Orten ligger på Sørfjordens östra sida, cirka fyrtio kilometer från kommunens centralort Odda. Tätorten hade 459 invånare år 2008.
Tidigare har orten utgjort kommunens centralort.

## Kommunikationer
Riksväg 13 går genom Kinsarvik, och det finns färjeförbindelser till Utne och Kvanndal.

## Sevärdheter
Kinsarviks kyrka, den äldsta stenkyrkan i Hardanger ligger i Kinsarvik.

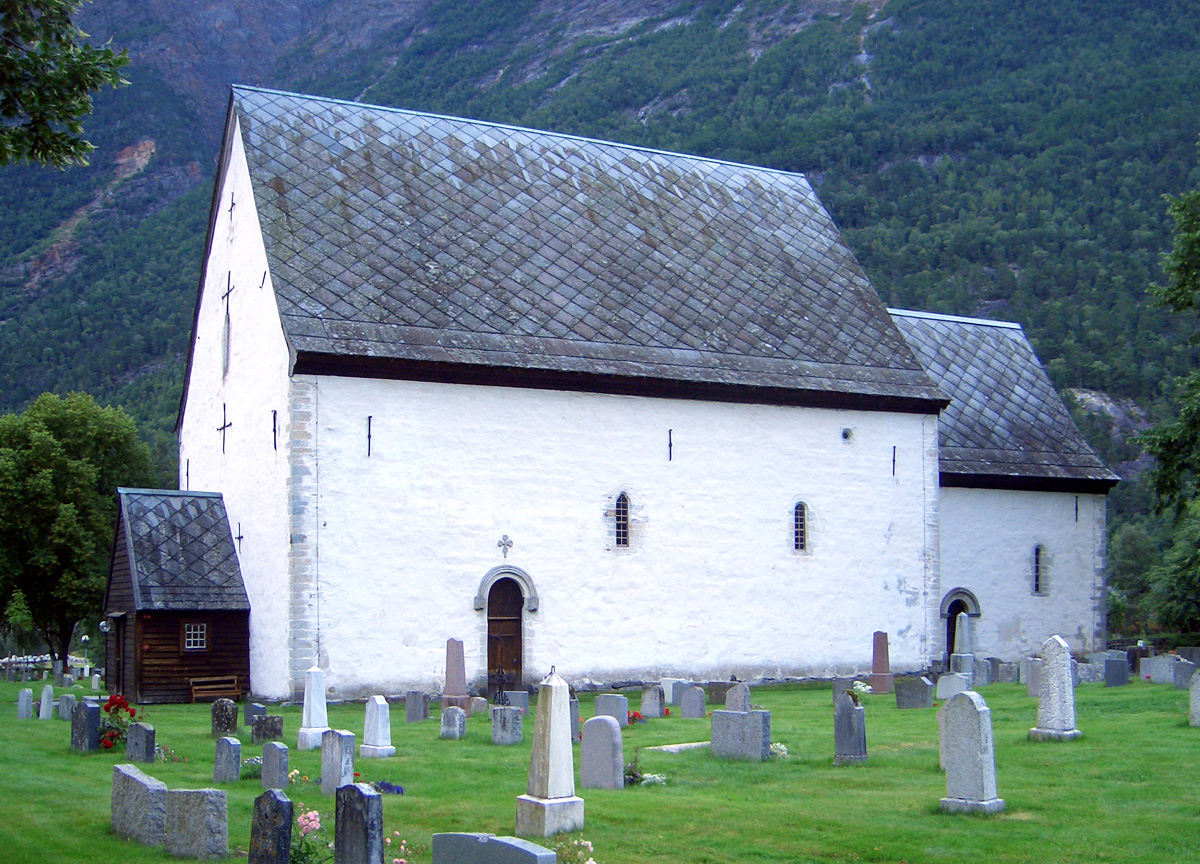
Kinsarviks kyrka.

### Fotnoter
1. ↑  ”Tettsteder. Folkemengde og areal, etter kommune. 2022.”. Statistisk sentralbyrå. https://www.ssb.no/befolkning/statistikker/beftett/aar#relatert-tabell-4. Läst 15 december 2022.
2. ↑  ”Tettsteder. Folkemengde og areal, etter kommune. 2022.”. Statistisk sentralbyrå. https://www.ssb.no/befolkning/statistikker/beftett/aar#relatert-tabell-4. Läst 15 december 2022.